# Staby Kirke
Staby Kirke er en kirke i Staby vest for Ulfborg i Vestjylland, Holstebro Kommune i Region Midtjylland.
Den er kirke i Staby Sogn med ca. 700 indbyggere, Staby-Madum Pastorat, Ringkøbing Provsti, Ribe Stift.
Apsis, kor og skib menes bygget omkring 1200 af fint tilhuggede granitkvadre med bånd af den mørke jernal. Skibet er ikke i forbandt med kor og apsis; lokalhistorikeren Alfred Kaae mener, at skibet er bygget først, hvilket dog ikke kan påvises, men der har næppe været stor tidsafstand mellem opførelsen af skib, kor og apsis.
I korets sydmur ses en tilmuret præstedør. Syddøren er stadig i brug, norddøren fungerer nu som indgang til gravkapellet, i norddørens karm har man fundet runeindskrifter, som ikke giver mening. Skibet er senere forlænget mod vest, muligvis med et tårn og et herskabspulpitur. Det nuværende tårn, våbenhuset mod syd og gravkapellet mod nord stammer fra slutningen af 1400-tallet. Tårnet har haft spir og fire gavle i lighed med tårnet i Husby, denne type kaldes Tørning-typen. I 1719 faldt tårnets gavle ned under en storm, hvorefter tårnet fik sit nuværende sadeltag. Kirken blev gennemgribende istandsat i 1989-90.